# Bukowina (powiat niżański)
Bukowina – wieś w Polsce położona w województwie podkarpackim, w powiecie niżańskim, w gminie Ulanów.
| SIMC    | Nazwa     | Rodzaj     |
| ------- | --------- | ---------- |
| 0809010 | Na Stawie | część wsi  |
| 0809026 | Porębiska | część wsi  |
| 0989040 | Stok      | przysiółek |

W latach 1918–1939 wieś należała do województwa lwowskiego. W latach 1975–1998 miejscowość administracyjnie należała do województwa tarnobrzeskiego. Wierni Kościoła rzymskokatolickiego należą do parafii św. Wojciecha w Bielinach.
Wioska mogła powstać w XIII lub XIV wieku, kiedy tereny te zostały wyniszczone przez Tatarów i właściciele majątków na nowo musieli je zaludniać. Trzon osadników stanowili wówczas mazurscy kmiecie, rzemieślnicy oraz drobna szlachta mazurska. Być może od nich mieszkańców Bukowiny nazywano „Mazurami”. Zamieszkujący bowiem wschodnie tereny Polski piastowskiej Rusini określali tą nazwą „przybyszy” (osadników) z innych stron Polski, w przeciwieństwie do rdzennych sąsiadów, nazywanych „Lachami”.
W I Rzeczypospolitej Obojga Narodów wioska leżała w województwie sandomierskim.
Z 1646 r. pochodzi pierwsza znana wzmianka dotycząca Bukowiny, która wtedy nazywała się Wólka Bukowska lub Bukowińska, a mianowicie jest to akt erekcyjny kościoła pod wezwaniem św. Jana Chrzciciela w Ulanowie.
```
 „W imię Pańskie. Amen.
 Na wieczną rzeczy pamiątkę.
 Ponieważ ludzkie stworzenie przyciemnione pleśnią i zapomnieniem nie zdoła tego, co się dzieje przez szereg lat w całości zachować jak tylko więzami liter i poświadczeniem świadków czy zapiskami nie byłoby wzmocnione. A przeto ja Jan Hilary z Uliny Uliński Chorąży Ziemi Halickiej w Ulinie, Bieliny, Dąbrowicy, Bielińcu, Gliniance, Wólce Borowej, Wólce Bukowskiej lub Bukowińskiej w województwie sandomierskim przebywający i dziedzic innych na podstawie.........
 Dla wiarygodności tej rzeczy jasności świadectwa pieczęć moją kładę i własnoręcznie podpisuję ten dokument przywileju i fundacji w roku Pańskim 1646 Jan Uliński Chorąży Ziemi Halickiej.”
```

Po pierwszym rozbiorze w 1772 r. wieś znalazła się w zaborze austriackim, w Królestwie Galicji i Lodomerii, w powiecie Ulanów, a następnie Nisko.
Według Słownika geograficznego Królestwa Polskiego i innych krajów słowiańskich Filipa Sulimierskiego, Bronisława Chmielowskiego, Władysława Walewskiego wydawanego w latach 1880–1902.
```
 „Bukowina to wieś w powiecie Nisko, ma 1188 morg rozległości, w tem 806 morg lasu, 46 domów, 242 mieszkańców, parafia w Bielinach, położenie równe, gleba piaszczysta żytnia. Obszar dworski należy do państwa Ulanowskiego hrabiów z Wielkich Kończyc Mniszchów.”
```

Podczas zaborów w latach 1772–1918 wieś leżała po stronie austriackiej w Galicji. Z racji bliskości granicy mieszkańcy wioski zajmowali się przemytem towarów przez granicę zaborów. Mieszkańcy wsi byli też flisakami: np. 1887 r. był to Walenty Zięba, w 1893 r. byli to: Jan Ziemba, Marcin Kupiec, Jan Męciński, w 1894 r. Jan Męciński, Jan Kruk, Wojciech Sieniawski. Spławiane przez nich drewno płynęło Styrem, kanałem Pińskim, Muchawcem, Bugiem i Wisłą do Gdańska.
W pobliskim lesie zrekonstruowano przejście graniczne z tamtych czasów. Na terenie wsi znajduje się zabytkowy cmentarz wojenny z okresu I wojny światowej. W Bukowinie funkcjonuje jednostka Ochotniczej Straży Pożarnej i sklep spożywczy, a w ich pobliżu usytuowana jest również zewnętrzna siłownia.

Bukowina
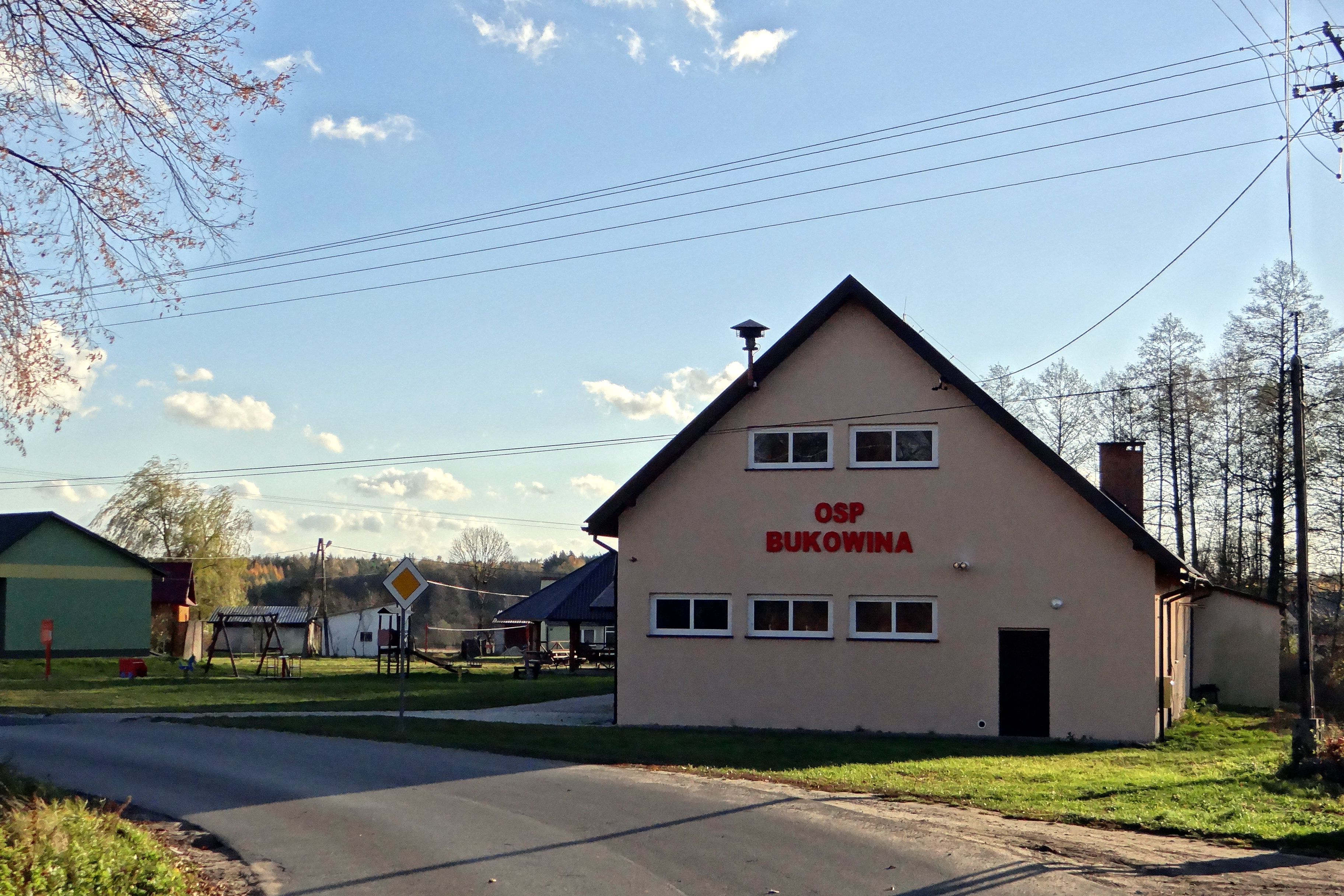
Budynek OSP
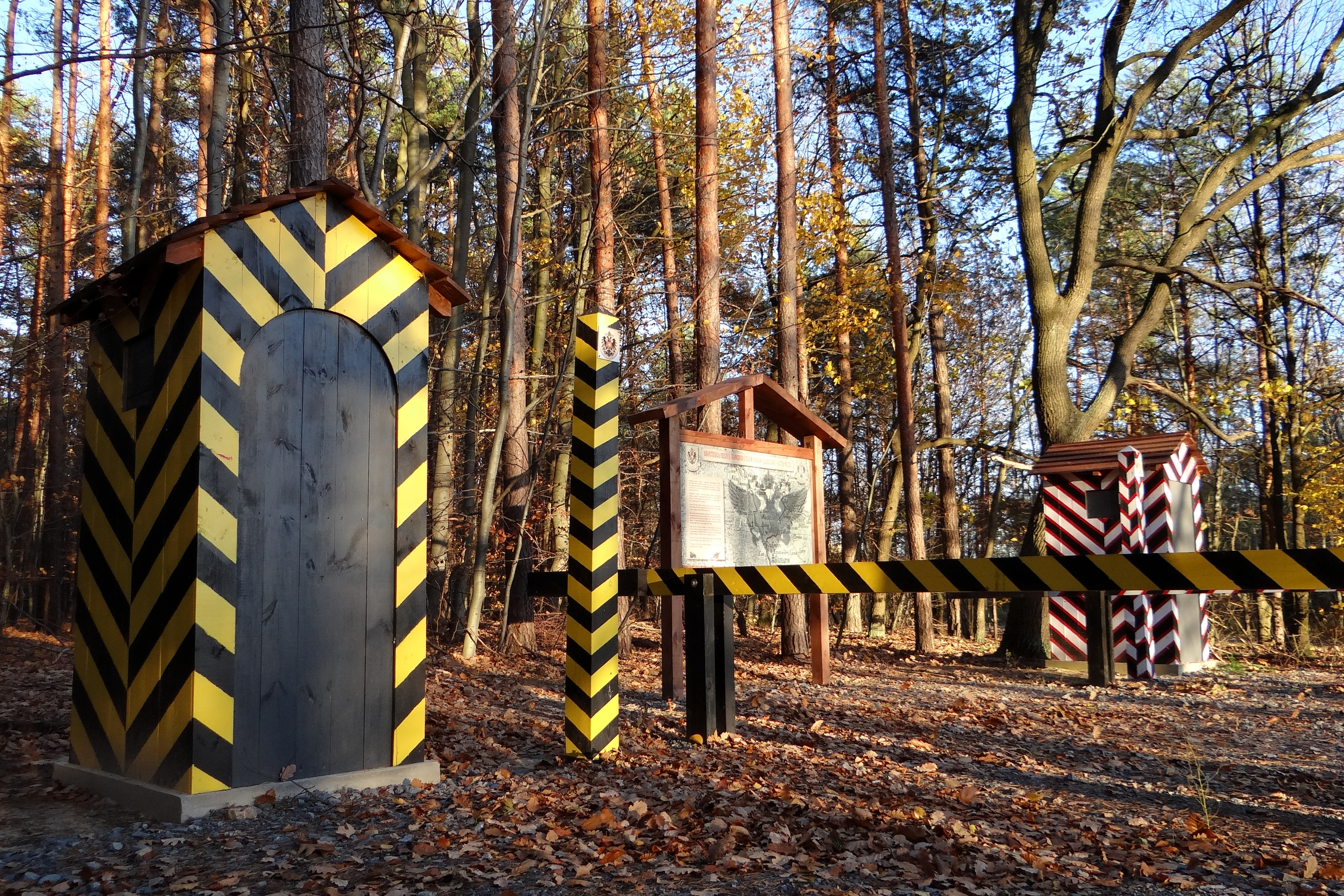
Rekonstrukcja przejścia granicznego z czasów zaborów carskiej Rosji i Austro-Węgier
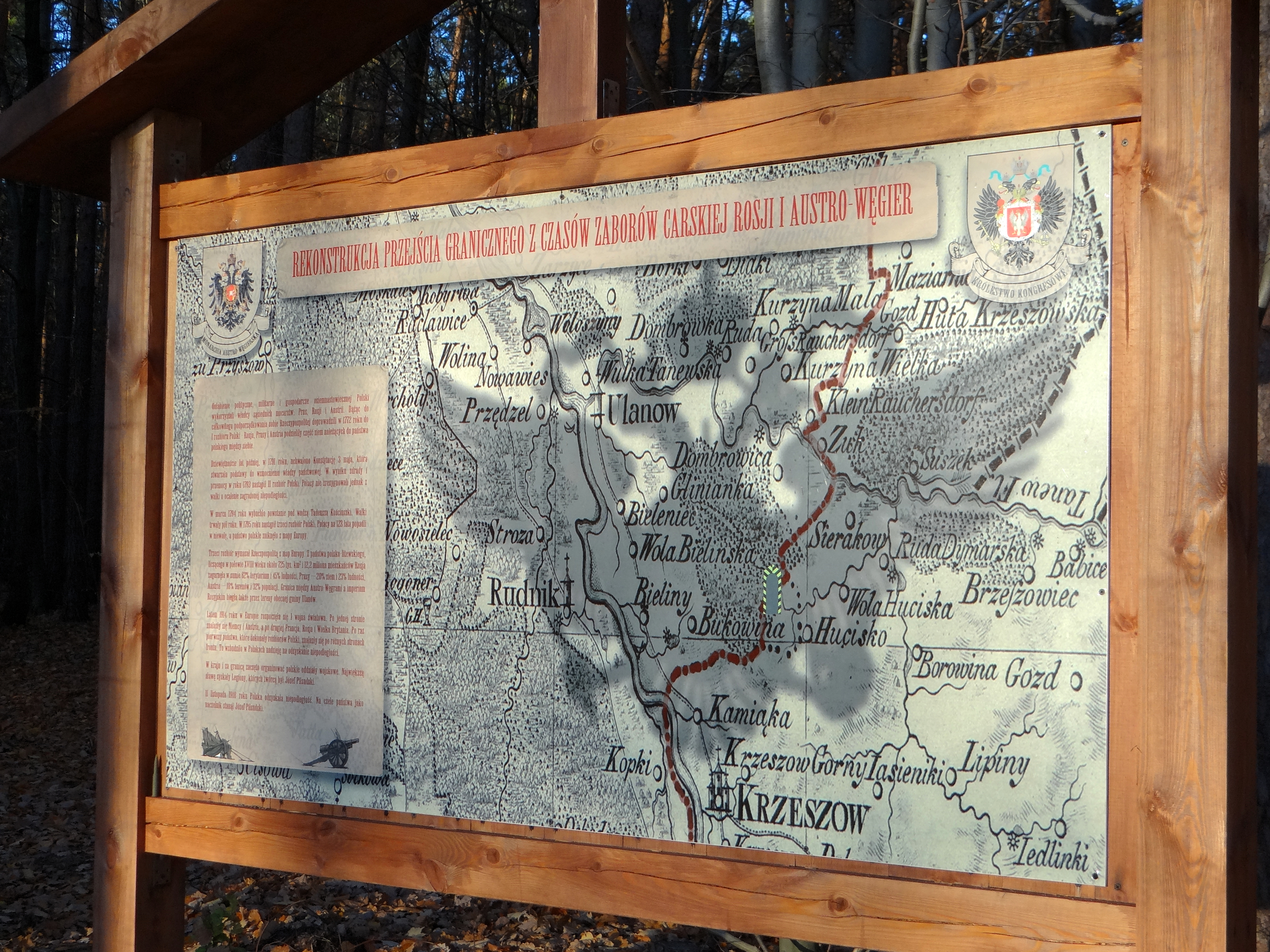
Mapa pokazująca przebieg granicy podczas zaborów